# Knodishall
Knodishall – wieś w Anglii, w hrabstwie Suffolk. Leży 32 km na północny wschód od miasta Ipswich i 139 km na północny wschód od Londynu.